# ウラジーミル・クッシュ

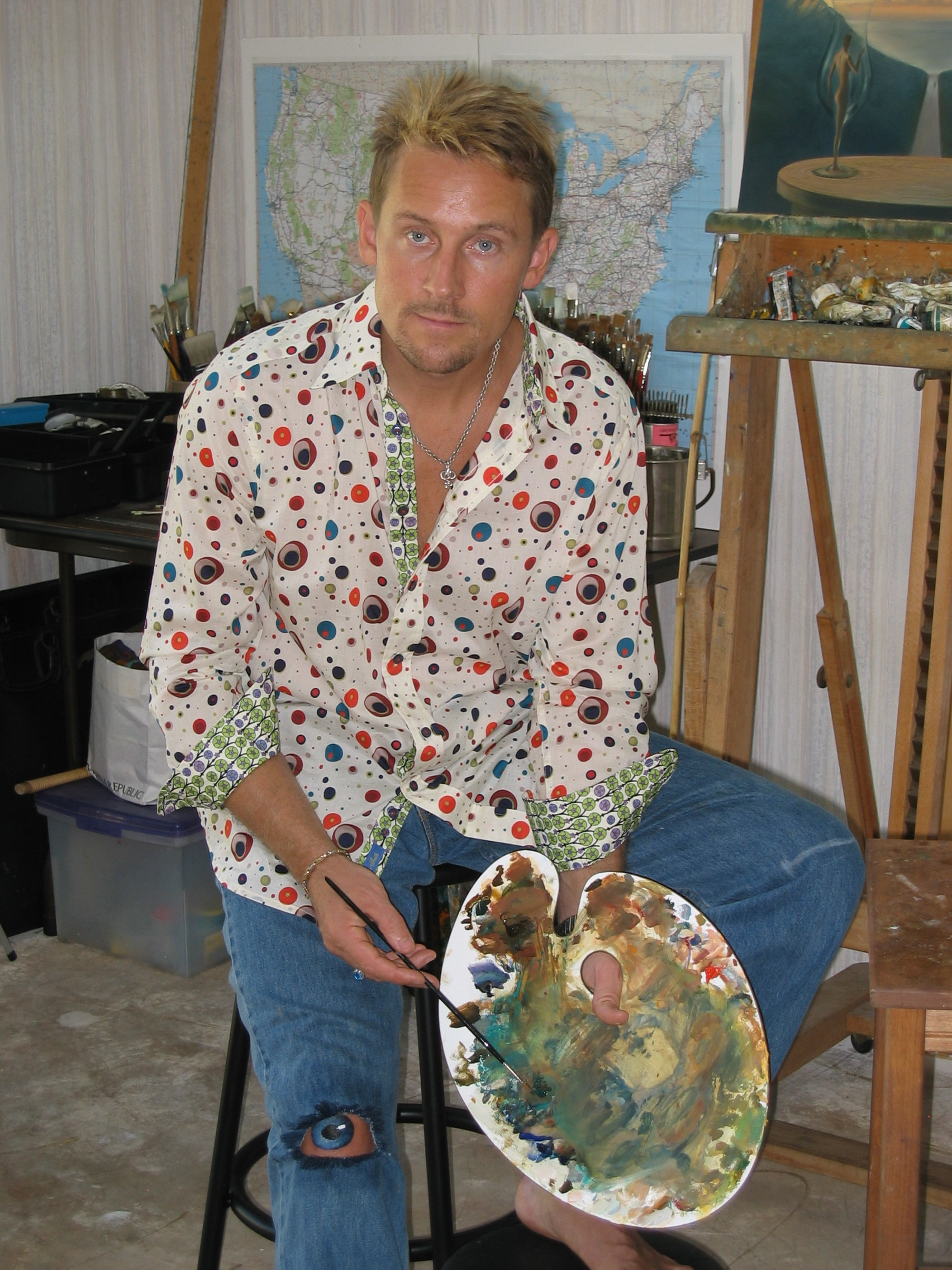
ウラジミール・クッシュ

ウラジミール・クッシュ（Vladimir Kush, 1965年 -）はロシア出身の画家。ヴィラデミア・クッシュとも言う。
メタフォリカルレアリズムの第一人者。

## 来歴
ウラジーミル・クッシュは1965年にロシア、モスクワの北のはずれの小さな木造平屋建ての家で生まれた。近くには、帝政ロシア皇帝が鷹（たか）狩りをしていたソコルニキ森林公園があった。
彼の父は科学者だったが、父方の家族は皆いつも絵を描いていた為、3、4歳の頃から真似て描き始めた。しかしその絵は幼い子供が描くような作品ではなかった。
7歳の時、二つの学校に通い、午前中は小学校へ、午後は夜9時まで絵画教室に通う生活を送る。毎日、片道1時間半をかけて地下鉄で通学していて、道中に小学校の宿題に取り組んでいた。
国の絵画教室は彼にとって新たなインスピレーションを与える世界だった。彼が通っていたクラスは完全な芸術的自由を認めており、また有名なルネッサンスの画家達、印象派、後期印象派、近代派の芸術家について多くのことを学んだ。彼はここで、初めて超現実主義の絵を描くことになる。
17歳の時、難しい試験に合格して、モスクワ芸術学校に入学。
18歳の時、2年間の兵役。歩兵訓練を6ヶ月終わったところで、隊長が彼には壁画や大きな油絵を描かせた方が良いと決め、幻想的な風景画の中に軍事的な要素を描き込まなければならなくなった。
1987年に米国大使館の職員の一連の肖像画を描くよう誘われるが、KGB（ソ連国家保安委員会）がクッシュとアメリカ人との係わり合いについて疑念を持ったため作業を中断。この出来事は彼に平和への願いと将来の夢をはっきりさせるものだった。
1990年に二人のロシアの芸術家と共にドイツで展示会を開き、成功を収め、ロサンゼルスに飛び、最近の作品から20点を展示のために送った。これがクッシュのアメリカでの遍歴の始まりとなった。
現在はハワイのマウイ島在住。ハワイとラスベガスにギャラリーを経営し、カリフォルニア州とニューヨークにもオープンした。
1998年以降、彼に依頼が殺到した為に2000年からは版画の制作に乗り出してもいる。
2008年4月26日より銀座シンワアートミュージアムにて来日展が行なわれる。
それに先駆け2008年4月14日よりギャルリーK（六本木）にて、来日直前展が開催される。
2005年頃より、日本では、主にギャルリーK（六本木）を拠点に活動している。